# (17683) Kanagawa
Pour les articles homonymes, voir Kanagawa (homonymie).
(17683) Kanagawa est un astéroïde de la ceinture principale.

## Description
(17683) Kanagawa est un astéroïde de la ceinture principale. Il fut découvert le 10 janvier 1997 à Hadano par Atsuo Asami. Il présente une orbite caractérisée par un demi-grand axe de 2,98 UA, une excentricité de 0,16 et une inclinaison de 18,3° par rapport à l'écliptique.

## Compléments